# Marathon van Eindhoven 2000
De marathon van Eindhoven 2000 vond plaats op zondag 8 oktober 2000 in Eindhoven. Het was de 17e editie van deze marathon. Bij de mannen was de Keniaan Willy Cheruiyot het snelste en finishte in 2:09.55. Hij had een ruime voorsprong op de Rus Leonid Shvetsov. Het evenement deed tevens dienst als Nederlands kampioenschap marathon dat werd gewonnen door Luc Krotwaar (2:14.39) en Wilma van Onna (2:39.35). De laatste genoemde won ook de wedstrijd ook bij de vrouwen.

## Uitslagen

### Mannen
| rang   | naam                  | land | tijd    | opmerkingen |
| ------ | --------------------- | ---- | ------- | ----------- |
| Goud   | Willy Cheruiyot       | KEN  | 2:09.55 |             |
| Zilver | Leonid Shvetsov       | RUS  | 2:13.31 |             |
| Brons  | Guy Fays              | BEL  | 2:13.47 |             |
| 4      | Ronny Ligneel         | BEL  | 2:13.51 |             |
| 5      | Luc Krotwaar          | NED  | 2:14.39 | 1e NK       |
| 6      | Tena Negere           | ETH  | 2:17.01 |             |
| 7      | Mark Saina            | KEN  | 2:17.17 |             |
| 8      | Stephen Rugut         | KEN  | 2:17.24 |             |
| 9      | Peter van Egdom       | NED  | 2:17.46 | 2e NK       |
| 10     | Aart Stigter          | NED  | 2:23.19 | 3e NK       |
| 11     | Dick van den Broek    | NED  | 2:23.24 | 4e NK       |
| 12     | Remco de Bree         | NED  | 2:24.55 | 5e NK       |
| 13     | Bernard te Boekhorst  | NED  | 2:30.36 | 6e NK       |
| 14     | Toon Heeren           | NED  | 2:32.59 | 7e NK       |
| 15     | Samuel Rongo Olengura | KEN  | 2:33.43 |             |

### Vrouwen
| rang   | naam                | land | tijd    | opmerkingen |
| ------ | ------------------- | ---- | ------- | ----------- |
| Goud   | Wilma van Onna      | NED  | 2:39.35 | 1e NK       |
| Zilver | Vivian Ruijters     | NED  | 2:40.23 | 2e NK       |
| Brons  | Jacqueline Rustidge | NED  | 2:50.31 | 3e NK       |

1959 ·
1960 ·
1982 ·
1984 ·
1986 ·
1988 ·
1990 ·
1991 ·
1992 ·
1993 ·
1994 ·
1995 ·
1996 ·
1997 ·
1998 ·
1999 ·
2000 ·
2001 ·
2002 ·
2003 ·
2004 ·
2005 ·
2006 ·
2007 ·
2008 ·
2009 ·
2010 ·
2011 ·
2012 ·
2013 ·
2014 ·
2015 ·
2016 ·
2017 ·
2018 ·
2019 ·
2020 ·
2021 ·
2022 ·
2023 ·
2024 ·
2025